# Ferdinand Tobler
Ferdinand Tobler (* 30. Mai 1870 in Rehetobel; † 23. Juni 1951 ebenda; heimatberechtigt in Rehetobel) war ein Schweizer Textilunternehmer und Politiker aus dem Kanton Appenzell Ausserrhoden.

## Leben
Ferdinand Tobler war der Sohn von Konrad Tobler und Anna Räth. Er ehelichte 1903 Sophie Müllhaupt, Tochter von Heinrich Müllhaupt, Kunstmaler, Stickereifabrikant und Gemeindehauptmann.
Er besuchte die Primarschule in Rehetobel und die Waisenschule in Trogen. Ab 1886 absolvierte er eine Stickereizeichnerlehre in St. Gallen. Danach war er bis 1900 in einer Stickereifirma in Calais angestellt. Tobler beteiligte sich ab 1901 an der Stickereifabrik des späteren Schwagers Leonhard Rohner in Rehetobel. Er gründete 1906 seine eigene Stickerei und wandelte diese 1929 zu einer Strumpfwirkerei um. Er war einer der wenigen Appenzeller Unternehmer, die in der Weltwirtschaftskrise zu diversifizieren vermochten.
Von 1906 bis 1909 amtierte er als Gemeinderat und von 1909 bis 1919 als Gemeindehauptmann von Rehetobel. Von 1917 bis 1938 war er als Ausserrhoder Kantonsrat tätig. Parallel dazu war er Mitglied der Assekuranzkommission.
Tobler war von 1912 bis 1916 Präsident des kantonalen Schützenvereins. Er war auch Turner, Sänger, Feuerwehrkommandant und Jäger.